# Roelof Wunderink
Roelof Wunderink (n. 12 decembrie 1948, Eindhoven, Țările de Jos) este un fost pilot de Formula 1. De-a lungul carierei a luat startul în 3 curse, niciuna din pole-position. Nu a câștigat nicio cursă și nu a terminat niciodată pe podium, acumulând 0 puncte în întreaga activitate ca pilot de Formula 1.